# Ruth Donnelly
Pour les articles homonymes, voir Donnelly.
Ruth Donnelly est une actrice américaine née le 17 mai 1896 à Trenton (New Jersey, États-Unis) et morte le 17 novembre 1982 à New York.

## Filmographie
- 1914 : The Man Who Lost, But Won
- 1914 : The Skull
- 1914 : The Lady of the Island
- 1914 : When the Heart Calls
- 1914 : In All Things Moderation
- 1914 : The Tenth Commandment
- 1916 : Saved by a Song
- 1927 : Rubber Heels : Fanny Pratt
- 1931 : The Spider : Mrs. Wimbledon
- 1931 : Wicked : Fanny
- 1932 : The Rainbow Trail : Widow Abigail
- 1932 : Make Me a Star : The Countess
- 1932 : Jewel Robbery de William Dieterle : Berta, Teri's Maid
- 1932 : Blessed Event : Miss 'Stevey' Stevens
- 1933 : La Vie en rose (Just Around the Corner) : Mrs. Sears
- 1933 : Entrée des employés (Employees' Entrance) : Miss Hall
- 1933 : L'affaire se complique (Hard to Handle) de Mervyn LeRoy : Lil Waters
- 1933 : Ladies They Talk About : Prison Matron Noonan
- 1933 : Lilly Turner : Edna Yokum
- 1933 : Private Detective 62 de Michael Curtiz : Amy Moran
- 1933 : Sing, Sinner, Sing : Margaret Flannigan
- 1933 : Goodbye Again : Richview Hotel Maid
- 1933 : Bureau des personnes disparues (Bureau of Missing Persons) de Roy Del Ruth : Gwendolyn 'Pete' Harris
- 1933 : Prologue (Footlight Parade) de Lloyd Bacon : Harriet Bowers Gould
- 1933 : Toujours dans mon cœur (Ever in My Heart) : Lizzie, the Housekeeper
- 1933 : 'Tis Spring
- 1933 : Female : Miss Frothingham
- 1933 : Les Veuves de La Havane (Havana Widows) de Ray Enright : Mrs. Emily Jones
- 1933 : Convention City : Mrs. Ellerbe
- 1934 : Mandalay : Mrs. George Peters
- 1934 : Wonder Bar : Mrs. Emma Simpson
- 1934 : Heat Lightning (en) de Mervyn LeRoy : Mrs. 'Tinkle' Ashton-Ashley
- 1934 : Merry Wives of Reno (en) de H. Bruce Humberstone : Lois Fraser
- 1934 : Femme d'intérieur (Housewife) : Dora Wilson
- 1934 : Romance in the Rain : Miss Sparks
- 1934 : Rayon d'amour (Happiness Ahead) de Mervyn LeRoy : Anna
- 1935 : The White Cockatoo (en) d'Alan Crosland : Mrs. Felicia Byng
- 1935 : Maybe It's Love (en) de William C. McGann : Florrie Sands
- 1935 : Femmes d'affaires (Traveling Saleslady) de Ray Enright : Millicent Twitchell
- 1935 : Alibi Ike : Bess
- 1935 : Mexico et retour (Red Salute) : Mrs. Rooney
- 1935 : Personal Maid's Secret : Lizzie
- 1935 : Jeux de mains (Hands Across the Table) : Laura
- 1936 : Héros d'un soir (Song and Dance Man) d'Allan Dwan : Patsy O'Madigan
- 1936 : L'Extravagant Mr. Deeds (Mr. Deeds Goes to Town) : Mabel Dawson
- 1936 : Treize Heures dans l'air (Thirteen Hours by Air) de Mitchell Leisen : Vi Johnson
- 1936 : Fatal Lady (en) : Melba York
- 1936 : Caïn et Mabel (Cain and Mabel) : Aunt Mimi
- 1936 : More Than a Secretary : Helen Davis
- 1937 : Roaring Timber : Aunt Mary
- 1937 : Portia on Trial : Jane Wilkins
- 1938 : A Slight Case of Murder de Lloyd Bacon : Nora Marco
- 1938 : Army Girl : Leila Kennett
- 1938 : Meet the Girls : Daisy Watson
- 1938 : Personal Secretary : Grumpy
- 1938 : Ah ! ces vedettes ! (The Affairs of Annabel) de Benjamin Stoloff : Josephine
- 1938 : Annabel Takes a Tour : Josephine 'Jo'
- 1939 : The Family Next Door : Mrs. Pierce
- 1939 : Monsieur Smith au sénat (Mr. Smith Goes to Washington) : Emma Hopper
- 1939 : L'Étonnant M. Williams (The Amazing Mr. Williams) : Effie
- 1940 : Mon petit poussin chéri (My Little Chickadee) : Aunt Lou
- 1940 : Scatterbrain : Miss Stevens
- 1940 : Meet the Missus
- 1941 : Petticoat Politics : Lil Higgins
- 1941 : The Roundup : Polly Hope
- 1941 : Une épouse modèle (Model Wife) de Leigh Jason : Mrs. Milo Everett
- 1941 : The Gay Vagabond (en) de William Morgan : Kate Dixon
- 1941 : Sailors on Leave : Aunt Navy
- 1941 : Tu m'appartiens (You Belong to Me), de Wesley Ruggles : Emma, Nurse Réceptioniste
- 1941 : Rise and Shine : Mame Bacon
- 1942 : Johnny Doughboy : Biggy Biggsworth
- 1943 : This Is the Army : Mrs. O'Brien
- 1943 : Sleepy Lagoon : Sarah Rogers
- 1943 : Remerciez votre bonne étoile (Thank Your Lucky Stars) : Nurse Hamilton
- 1945 : Pillow to Post : Mrs. Grace Wingate
- 1945 : Les Cloches de Sainte-Marie (The Bells of St. Mary's) : Sœur Michael
- 1946 : Cinderella Jones : Cora Elliot
- 1946 : In Old Sacramento : Zebby Booker
- 1946 : Cross My Heart : Eve Harper
- 1947 : The Ghost Goes Wild (en) : Tante Susan Beecher
- 1947 : Telle mère, telle fille (Millie's Daughter) de Sidney Salkow : Helen Reilly
- 1947 : Little Miss Broadway : Aunt Minerva Van Dorn
- 1947 : The Fabulous Texan (en) d'Edward Ludwig : Utopia Mills
- 1948 : Fighting Father Dunne : Kate Mulvey
- 1948 : La Fosse aux serpents (The Snake Pit) : Ruth
- 1950 : Mark Dixon, détective (Where the Sidewalk Ends) : Martha, Owner of Martha's Cafe
- 1951 : L'Épreuve du bonheur (I'd Climb the Highest Mountain) : Glory White
- 1951 : L'Énigme du lac noir (The Secret of Convict Lake), de Michael Gordon : Mary
- 1951 : Tonnerre sur le Pacifique (The Wild Blue Yonder) : Maj. Ida Winton
- 1954 : The Imogene Coca Show (série TV) : Regular (1954-55)
- 1955 : Les Forbans (The Spoilers) de Jesse Hibbs : Duchess, Cherry's Maid
- 1955 : A Lawless Street : Molly Higgins
- 1956 : Feuilles d'automne (Autumn Leaves) : Liz
- 1957 : The Way to the Gold : Mrs. Williams